# 1475 Yalta
1475 Yalta este un asteroid din centura principală, descoperit pe 21 septembrie 1935, de Pelagheia Șain.